# 江ノ電バス湘南営業所
江ノ電バス湘南営業所（えのでんバスしょうなんえいぎょうしょ）は、神奈川県藤沢市宮前に位置する江ノ電バスの乗合バス貸切バス特定バスを取り扱うバス営業所。敷地の大部分は、藤沢市小塚に所在するが、最初に建設が始まった整備工場の場所で登記をしたため、藤沢市宮前1番地を名乗っている。最寄りのバス停は湘南車庫または町屋橋。一般路線バスのほか、空港連絡バスや鎌倉市がコミュニティバスと位置づけている路線も担当する。
本項では、江ノ島電鉄自動車部時代の営業所、江ノ電バス株式会社、江ノ電バス藤沢の営業所についてまとめて記述する。

## 概要
藤沢市、茅ヶ崎市内の路線と鎌倉市の路線の一部を管轄する。大船駅、藤沢駅、辻堂駅がメインターミナルで、藤沢駅では南北のターミナルを使用する。鎌倉・江ノ島という日本有数の観光地を営業エリア内に擁していることが特徴であるが、路線内に片側2車線以上に整備された道路が殆ど無いことで、道路混雑が常態化し、日中は常に遅延気味で運行されている、という状況にある。
かつて深沢線等を所轄するために藤沢営業所から手広営業所を分離したが、それらの路線はいったん藤沢営業所に再移管され、手広営業所は空港連絡バスや一部ミニバス路線のみを所轄するのみとなった。その後、環状道路拡幅によるセットバックから減車を余儀なくされた鎌倉営業所から、2005年に鎌倉湖畔線や高野台線などが手広営業所へ移管された。
2011年6月に藤沢営業所と手広営業所の機能を集約するために湘南営業所が開設された。手広営業所の移転後も残っていた「手広車庫」バス停は、2013年7月に名称が元の「笹田」へ戻された。
敷地面積　          14,783.07㎡
緑地面積(屋上含)　    2,968.43㎡
軽油貯蔵槽　　           10kl×3
灯油貯蔵槽       　　     5kl×1
構内雨水貯水槽         787.2t×1
収容可能数　バス154両 普通車100台
油水分離槽                5箇所

## 歴史
- 1949年

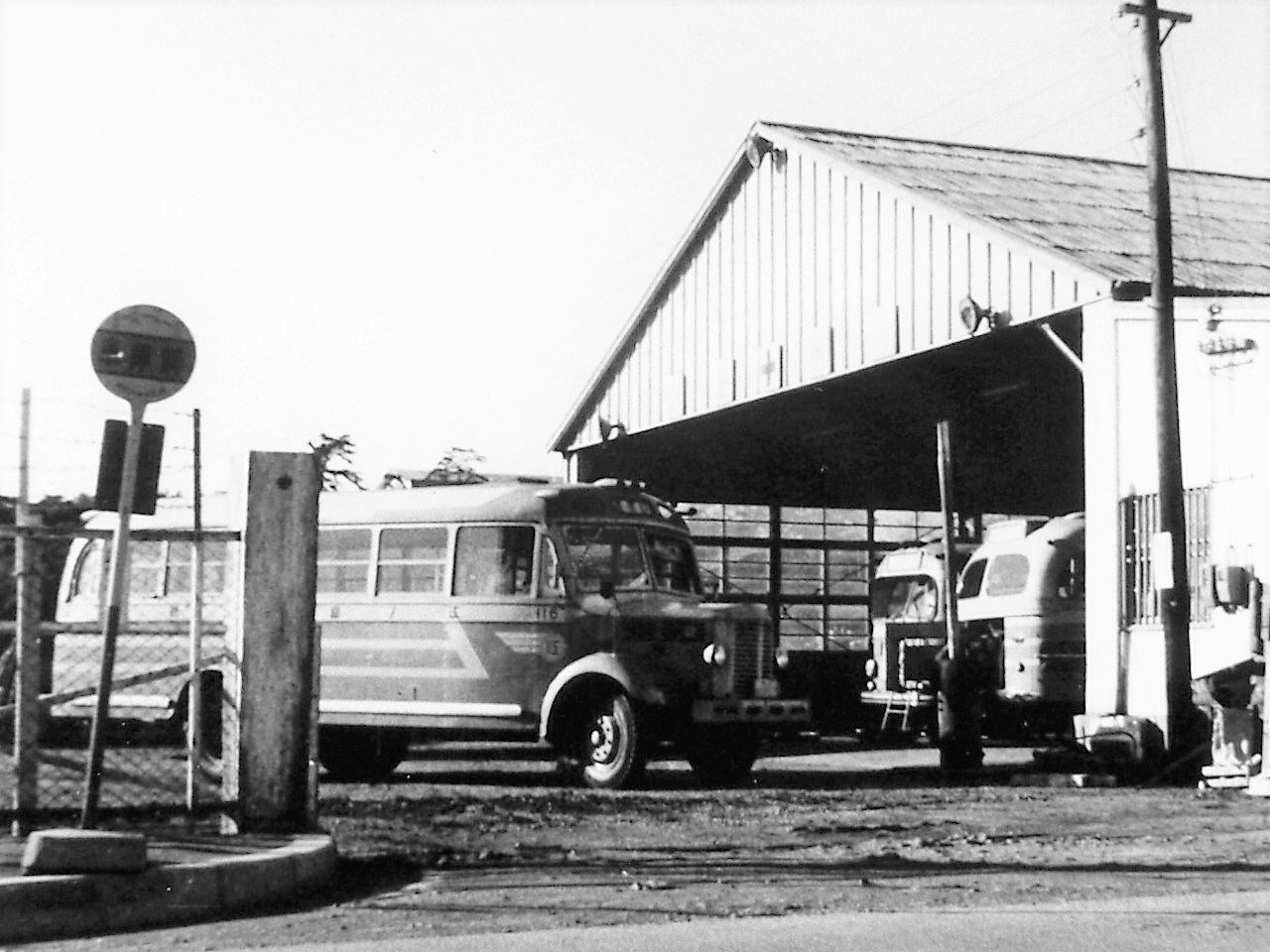
奥田車庫

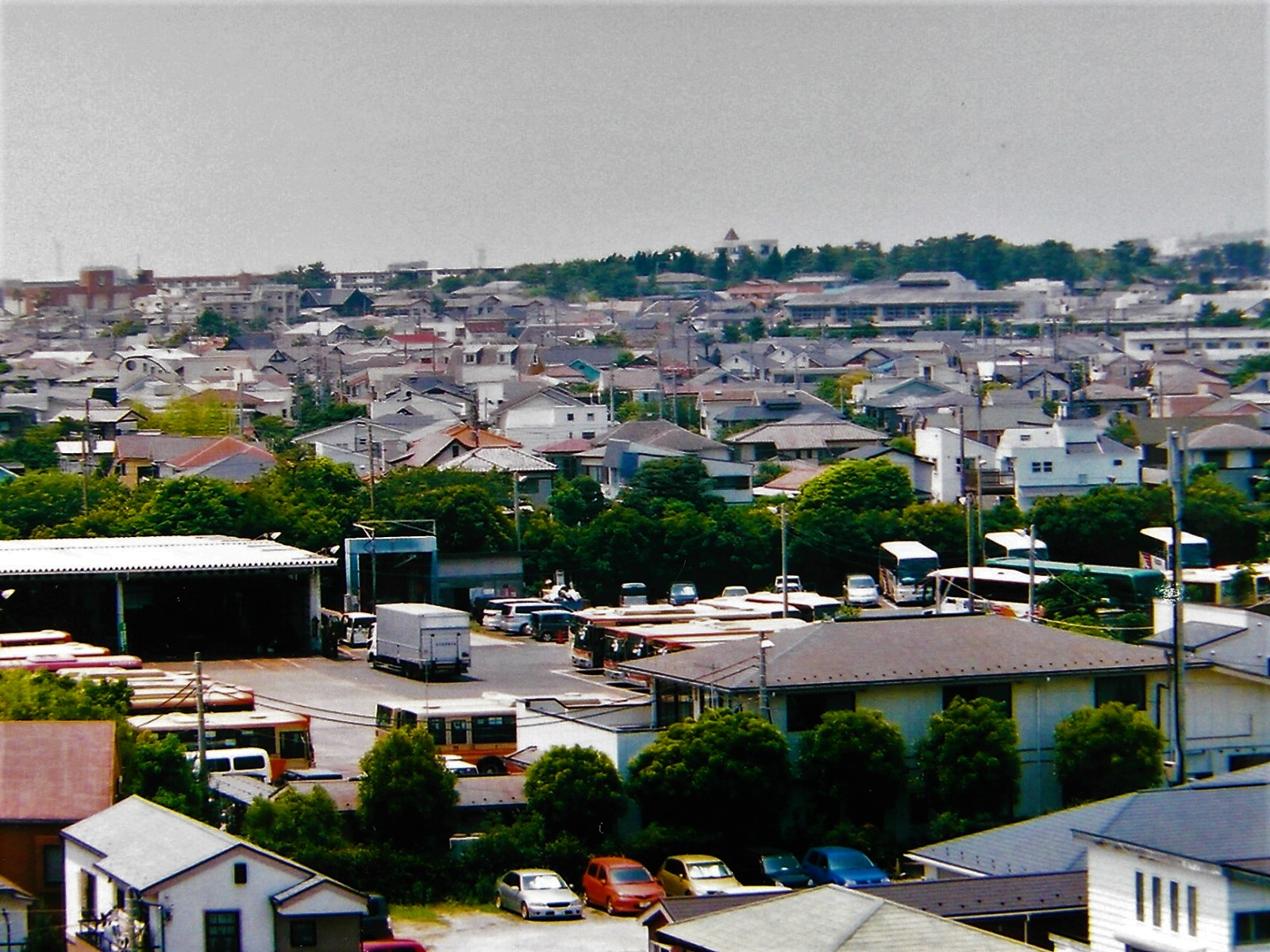
鵠沼車庫全景

  - 6月11日 - 藤沢市片瀬2898番地に江ノ島営業所を開設。
  - 7月18日 - 藤沢市片瀬2666番地に江ノ島営業所を移転。
- 1951年 - 江ノ島営業所を廃止し、藤沢駅構内の藤沢市東横須賀421番地に藤沢営業所を、裏八幡バス停付近の鎌倉市雪ノ下御谷1番地に鎌倉営業所を開設。
- 1957年 - 奥田バス停付近の藤沢市鵠沼奥田2039番地に藤沢営業所奥田車庫を開設。(現在のイトーヨーカドー藤沢店・法華クラブの場所)
- 1967年 - 奥田車庫を廃止し、藤沢営業所を藤沢市鵠沼海岸5丁目5番8号に移転。鵠沼車庫とする。
- 1980年 - 鎌倉市笛田1丁目2番10号に手広待機所を開設。
- 1986年 - 貸切センターを裏八幡車庫から手広待機所内に移転。手広車庫とする。
- 1995年 - 手広車庫を手広営業所として分離。路線バスの営業所となる。貸切センターは廃止し藤沢営業所に統合。
- 2005年 - 鎌倉営業所から3路線を手広営業所へ移管される。
- 2007年 - 江ノ電バス株式会社が、江ノ島電鉄より当営業所の全路線の運行業務を受託する。
- 2008年 - 江ノ電バス株式会社が、株式会社江ノ電バス藤沢へ社名変更。藤沢営業所、手広営業所は江ノ電バス藤沢の営業所となる。
- 2011年6月26日 - 藤沢営業所より移転。手広営業所と統合し、湘南営業所となる。
- 2019年4月1日 - ㈱江ノ電バス藤沢が、㈱江ノ電バス横浜との合併により㈱江ノ電バスとなり、同社の営業所となる。

## 現行路線
江ノ電バスでは長らく他社共管路線を除いて系統番号を設定していなかったが、2019年12月1日より、利便性向上のため新たに系統番号が割り振られるようになった。同日時点で営業していない路線の系統番号については記載しない。路線名は車内掲示用の運賃表に準拠。過去の路線ともども、運行開始日や廃止日は『江ノ電八十年表』（1982）、『江ノ電の100年』（2002）、HPのインフォメーションに依る。

### 藤沢営業所から移管された路線

#### 藤沢 - 辻堂線（長久保経由）

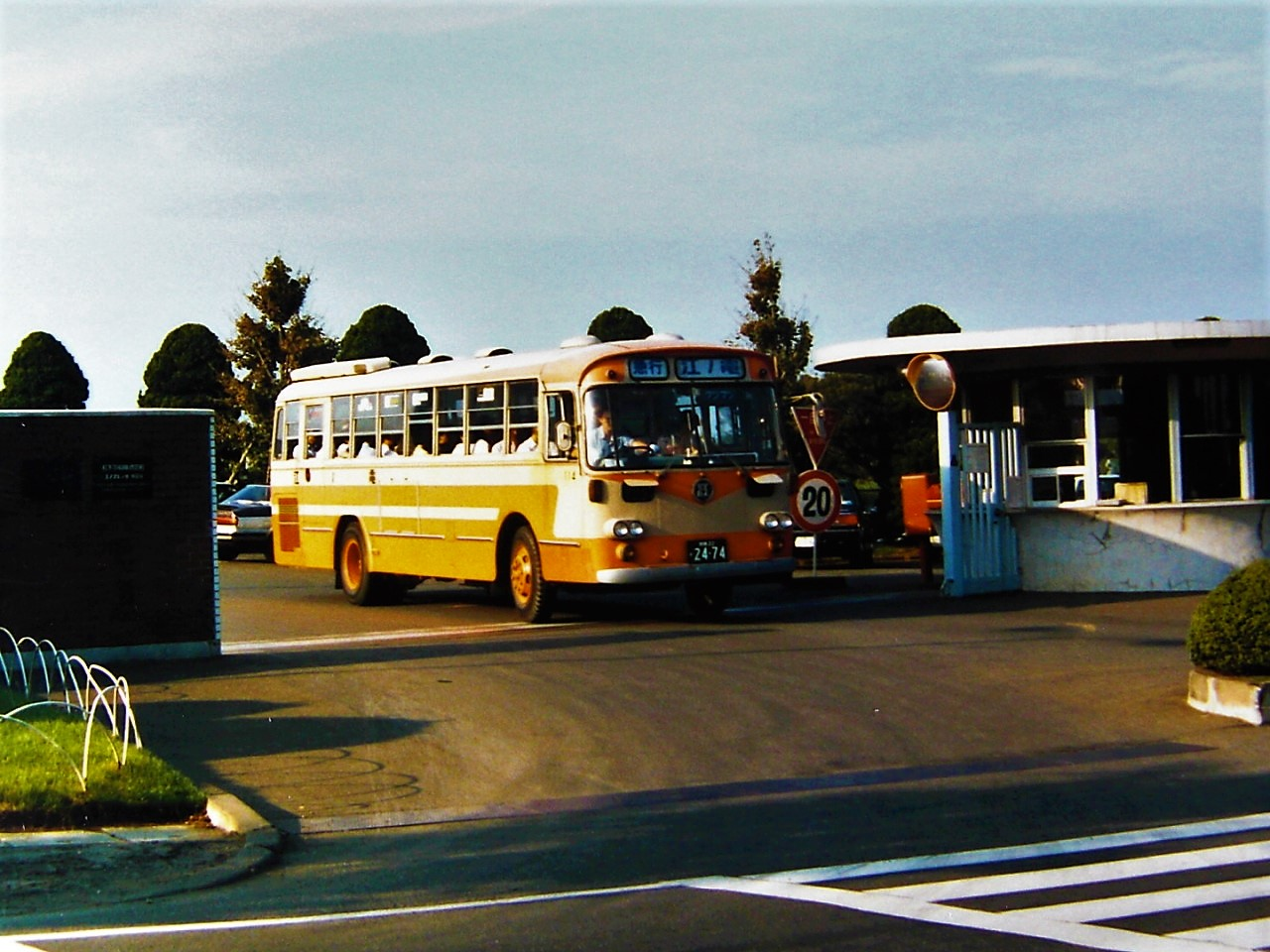
かつて運行されていた辻堂駅-長久保間の区間運転急行便は、松下電器の構内まで乗り入れていた。方向幕表示は「江ノ電」だが特定輸送ではなく、長久保と松下テレビ前(当時)の両停留所にも停車し一般客も乗車可能だった。
1985年7月撮影 車両は日産ディーゼルPR95 (1970年式 社番114)
現在の藤沢サスティナブルスマートタウン（藤沢ＳＳＴ）にあたる

- 藤06：辻堂駅南口 → 浜見山 → 長久保→ 藤沢駅（北口）
1962年（昭和37年）10月1日運行開始。2025年7月11日まで神奈川中央交通東・藤沢営業所との共管路線で方向幕には神奈中の系統番号である「藤06」を表示し、系統番号設定後も神奈中に準じる。1962年までは辻堂駅 - 堂面のみの運行で「堂面線」と称していた。松下電器の通退勤向けに辻堂駅 - 長久保間の区間運転で急行便が平日1往復だけ設定されていた時期もあった。2020年6月27日のダイヤ改正で平日のみの運行となり、江ノ電バス担当は藤沢駅発が廃止された。

#### 藤沢 - 辻堂団地線
- 藤04：藤沢駅（北口） - 長久保 - 浜見山 - 辻堂団地
1964年（昭和39年）10月6日運行開始。神奈川中央交通東・藤沢営業所との共管路線で方向幕には神奈中の系統番号である「藤04」を表示し、系統番号設定後も神奈中に準じる。

#### 藤沢 - 鵠沼車庫線（藤原経由）
- F9：藤沢駅（北口） - 藤原 - 鵠沼車庫前
1965年（昭和40年）2月26日運行開始。当初は鵠沼プールガーデンまで運行していたが、1967年の鵠沼車庫開設後は基本的に藤沢駅から旧藤沢営業所への入出庫路線として機能し、延長運行系統は1970年代に廃止されている。湘南営業所開設後も当路線独自の区間があることから、路線は維持されたが運行本数は大きく減少した。尚、旧藤沢営業所は敷地面積の大部分を住宅地に転用し、2021年現在は収容台数が10台程度の折返し場・休憩所となった。鵠沼車庫の名称は引き続き使用されている。

#### 藤沢 - 大船線（弥勒寺経由）
- N6：大船駅 - 南岡本 - 四季の杜 - 湘南アイパーク（旧・武田薬品前） - 弥勒寺 - 藤沢駅（北口）
- N60：大船駅 - 南岡本 - 四季の杜 - 湘南鎌倉総合病院藤沢口 - 湘南アイパーク（旧・武田薬品前） - 弥勒寺 - 藤沢駅（北口）
- N61：藤沢駅（北口） - 弥勒寺 - 湘南アイパーク - 四季の杜
- N62：藤沢駅（北口） - 弥勒寺 - 湘南アイパーク - 湘南鎌倉総合病院藤沢口 - 四季の杜
- N64：大船駅 - 南岡本 - 四季の杜 - 湘南鎌倉総合病院藤沢口 - 湘南アイパーク（旧・武田薬品前）
- N69：湘南アイパーク - （直行） - 藤沢駅（北口）[1]
1969年（昭和44年）7月7日藤沢駅北口－武田薬品前間運行開始。1981年（昭和56年）8月5日に大船駅へ延伸。JR東海道本線の北側に沿う路線。かつて武田薬品湘南工場が稼働していたころは社員の通退勤輸送の役割を担っていた。旧工場時代の武田薬品止まり便は工場敷地内に入って折り返しをしており、大船発藤沢行に至っては客を乗せたまま工場内で時間調整を行う特異な路線だった。尚、湘南工場は閉鎖・建て替えののち湘南研究所を経て、武田を筆頭に複数の事業者が入居する複合研究施設「湘南ヘルスイノベーションパーク」としてリニューアルされ、それに伴って2019年4月よりバス停名称を同施設の愛称である「湘南アイパーク」に改めている。四季の杜の分譲地並びにバスロータリー完成に伴い、2005年5月より同ロータリーへの乗り入れが開始され、藤沢方の区間便の終点は、それまでの旧武田薬品前から四季の杜まで延長された。2011年の武田薬品湘南研究所竣工に伴って正門前にバスプールが整備、さらに2022年12月には湘南鎌倉総合病院の拡張で、裏門にあたる藤沢口にもバスロータリーが設置され、ここにも区間便に限り乗り入れを開始している。ただし、南岡本については神奈川中央交通東・藤沢営業所の船34と異なり、マンション「鎌倉ロジュマン」のバスロータリーには入らず路上のバス停に停車する。
区間便については沿線環境の変化により、近年頻繁にダイヤの見直しや四季の杜・アイパークの両ロータリー間で路線の延長縮小が行われている。2021年4月24日のダイヤ改正で大船消防署経由に変更され横須賀線の踏切を解消した際、藤沢発の終バスを除き、それぞれ朝夕に駅行きの片道数本の運行になる。2022年12月5日に湘南鎌倉総合病院藤沢口への乗り入れを開始し、N62とN64が新設され区間便が大幅増強されたが、直後にコロナ禍の運転士不足で一旦全便運休となる。翌年3月1日にN64は平日日中に毎時2～3往復程度で運行を再開するが、N62については夕刻の藤沢行2本のみとなり、アイパーク→大船駅（病院不経由・大船行のみの設定）のN63は廃止された。

#### 大船 - 江ノ島線
- N3：大船駅 - 長島 - 手広 - 津村 - 腰越駅 - 江ノ島
- N31：大船駅 - 長島 - 手広 - 津村
大船駅より神奈川県道304号腰越大船線を南進して津村・江ノ島へ向かう路線。1960年（昭和35年）12月1日に鎖大師まで運行開始したものを翌年8月1日に津村に延伸したものが原型。2001年3月19日のダイヤ改正により、津村止まり（江1302系統）が増便となり、他の系統は減便となった。また、湘南営業所開設後は、大船駅～手広車庫の廃止による運行本数減少分の一部を津村止まりに振り替えた。これにより、津村止まりは更に増便されている。1960年代まで大船駅 - 手広、大船駅 - 鎖大師の区間運転も存在した。
同一地点を結ぶ京急バスとは異なり、主に湘南モノレールを通らない県道304号線を経由して通るのが特徴的である。

#### 藤沢 - 辻堂線（江ノ島海岸経由）
- F35：辻堂駅 → 湘洋中学校前→ 鵠沼海岸 → 江ノ島海岸 → 新屋敷 → 藤ケ谷 → 藤沢駅（南口）
藤沢駅南口から、国道467号線を南下し、東浜から国道134号線を西進する。国道467号線が片側1車線であり、交通渋滞に巻き込まれることが多い。1952年（昭和27年）11月20日に運行開始された古い系統ではあるが、1967年の鵠沼車庫開設後は途中の松波町で分岐する出入庫系統が増え、辻堂駅行は1985年頃に一旦、全廃されていた。
江ノ島海岸経由鵠沼車庫行は便によっては江ノ島や湘南港桟橋も経由したが、湘南営業所移転に伴い2011年6月26日より終点が鵠沼車庫前から辻堂駅に変更され、形の上ではかつての系統が約25年ぶりに復活した形となった。この際、運行本数も大幅に削減され、平日夜に藤沢駅発が2本、平日朝に辻堂駅発が2本運行されていた。2020年6月27日のダイヤ改正で辻堂駅行が廃止され片道運行となるが、2021年12月11日のダイヤ改正で藤沢発が再設定され土休日のみの1往復になる。
2024年3月16日のダイヤ改正で「正月のみ運行」となり実質的な休止路線となった。そのため、松並町〜江ノ島海岸は正月のみの江ノ電バスと、海の日のみの神奈中バスの年2日3本（うち1本は大磯行）しか運行されない区間になった。ただし、江ノ電バスについては鵠沼車庫への回送バスが日常的に同経路を走行している。
1980年代の「休止」直前も1日1～2往復の運転に過ぎなかった。

#### 藤沢 - 江ノ島線
- F3：藤沢駅（南口） - 藤ヶ谷 - 新屋敷 - 江ノ島
- F31：藤沢駅（南口） - 藤ヶ谷 - 新屋敷 - 江ノ島 - 湘南港桟橋
1964年（昭和39年）9月10日運行開始。鵠沼海岸線と同様に、国道467号線を通る。ほとんどのバスが江ノ島で折り返し、島内を桟橋まで走る便は土休日朝1往復のみ。2024年現在の湘南港桟橋終点は元はヨットハウス前という名称の途中停留所で、更に左折して桟橋の袂が終点だった。

#### 辻堂 - 鵠沼車庫線（湘洋中学校前経由）
- J3：辻堂駅 - 湘洋中学校前 - 鵠沼車庫前
辻堂駅から南下し、国道134号線を経由して鵠沼車庫を結ぶ路線。鵠沼車庫開設以前は湘洋中学校前で折り返していた。

#### 辻堂 - 鵠沼車庫線（太平台経由）
- J4：辻堂駅 - 浜見山 - 太平台 - 藤原 - 鵠沼車庫前
辻堂駅から南下し、浜見山で左折して県道戸塚茅ヶ崎線を通り、東町で右折して太平台を経由する。藤原で藤原線と合流し、鵠沼車庫に至る。1960年代まで辻堂駅 - 太平橋の区間運転も存在した。

#### 平和学園循環線
- J1：辻堂駅 → 浜見山 → 辻堂団地 → 茅ヶ崎学園入口 → 浜須賀 → 平和学園前 → 辻堂駅（浜見山経由）
- J2：辻堂駅 → 浜竹 → 浜須賀 → 平和学園前 → 浜竹 → 辻堂駅（浜竹経由）
- J2：辻堂駅 → 浜竹 → 浜須賀 → 平和学園前 → 茅ヶ崎学園入口（浜竹経由）
- J2：平和学園前 → 浜竹 → 辻堂駅（浜竹経由）
- J5：辻堂団地 → 茅ヶ崎学園入口 → 浜須賀 → 平和学園前 → 辻堂駅（浜見山経由）
辻堂駅と浜須賀地区を結ぶ路線。辻堂駅西口を経てまっすぐ南下する浜竹経由と、浜見山、辻堂団地を経由する浜見山経由の2系統が運行され、浜須賀付近は循環運行である。以前は平和学園を経由しない茅ヶ崎学園循環線も運行されていたが、現在は上記2系統に整理統合されている。1960年代に循環運転となる以前は茅ヶ崎テラスで折り返していた。
J1は1957年（昭和32年）2月1日運行開始のかつての基幹系統だが、J2と辻03の運行開始後は削減が続き平日朝1本のみの運行。J2は1993年（平成5年）7月19日の運行開始で基幹系統として毎時2本程度の運行。J2の一部便は循環区間の途中から営業もしくは途中で営業を終了する便がある。J5はJ1の区間便で平日早朝1本の辻堂駅方向のみの運行。
学校法人平和学園が運営する平和学園中学校・高等学校は、2000年にアレセイア湘南中学校・高等学校へ校名変更したが、バス停留所名に変更はない。

#### 辻堂 - 辻堂団地線（辻堂西海岸経由）

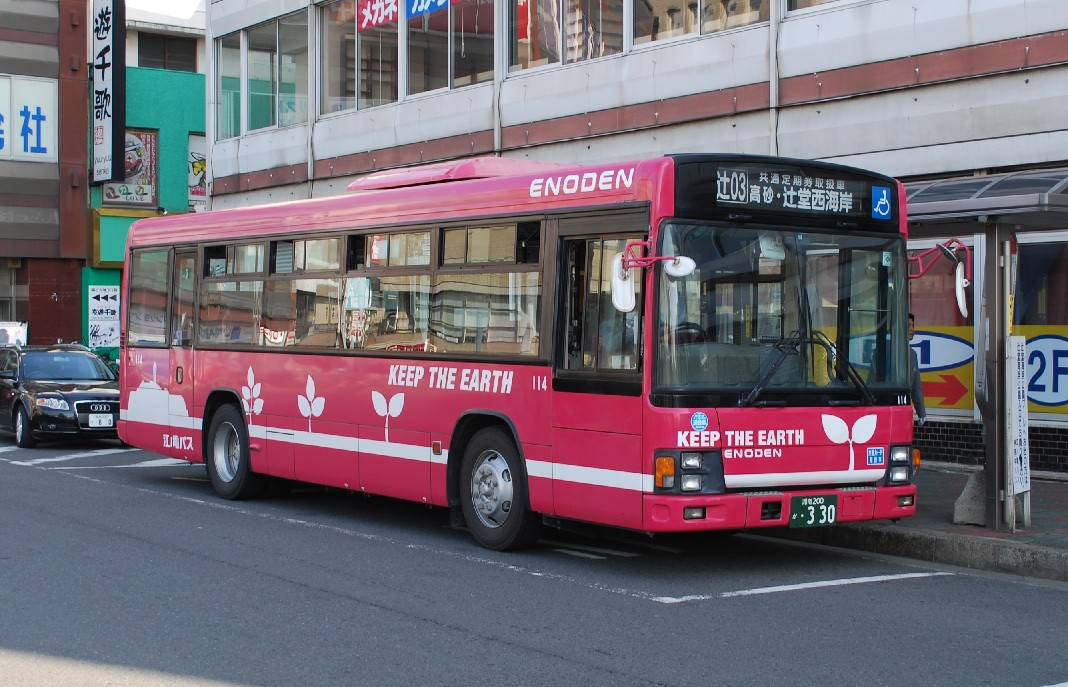
辻堂西海岸線の元専属車。専属車であった名残りで他車と共通運用化された時点でも専用の塗装のまま運用されていた。(写真は専属当時)

- 辻03：辻堂駅 - 高砂 - 辻堂西海岸 - 辻堂団地
神奈川中央交通東・藤沢営業所との共同運行、共通定期券取扱であり、2000年（平成12年）7月7日に運行開始。現在は一般車両で運用されているが、かつては低公害車両にて運用されていた。またこの路線の方向幕には神奈中の系統番号である「辻03」を表示し、系統番号設定後も神奈中に準じた。2016年12月19日に辻堂西海岸から辻堂団地まで延伸した[2]。

#### 渡内循環線
- F6：藤沢駅（南口）→ 川名橋 → アズビル前 →（循環）渡内中央 → アズビル前 → 藤沢駅
- F6：藤沢駅（南口）→ 川名橋 → アズビル前 → 渡内中央 → 渡内二丁目
ミニバス路線である。アズビル前（旧山武前）までは1965年（昭和40年）10月4日運行開始の大型バスによる既存路線で、その先が1997年（平成9年）10月6日に延伸されたミニバスのみの区間である。なお、アズビル前折返しの大型バスは現在アズビルの貸切扱となっており、一般客は乗車できない。
渡内中央付近では折り返しができないため、渡内会館入口 → 渡内中央 → 渡内二丁目 → 渡内会館入口と小ループの経路で折り返す。
藤沢駅発の最終２便は循環部分の渡内二丁目止まりとなる。

#### 高根線

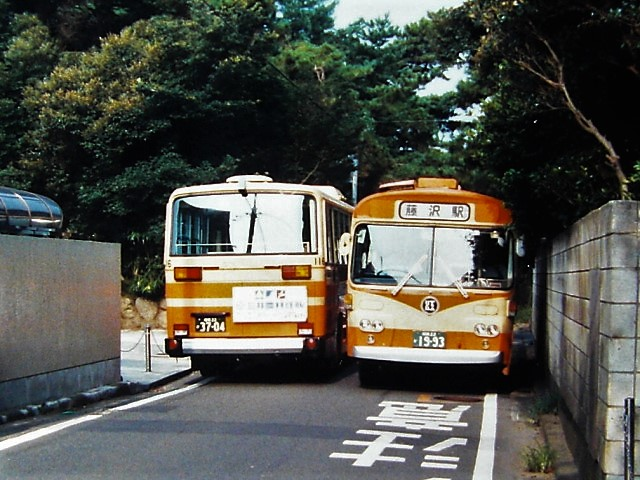
2017年現在の高根線は終日30分ヘッドダイヤで複数車両が同時に入線する事は無いが、以前は平日朝夕のみ2台運行で、高瀬通り-上岡間の比較的道幅の広い箇所を行き違い場所に定めていた。
1983年7月11日に最後の中扉ツーマン専用車(いすゞBA10 1971年式 社番117)が廃車となった後は予備車が存在しなかった為、稀に中型貸切車が代走する事もあった。
1988年8月30日撮影 車両は右：日産ディーゼルK-RM80E(1981年式 社番115) 左：いすゞP-LR312F(1988年式 社番116)

- F5：藤沢駅（南口） - 上岡 - 高根
ミニバス路線で戦後バス事業再開時の路線の一つ（ただし、後述のとおり高根以遠は早期に廃止）。狭隘路を通過するため、古くから全長9m未満の大型短尺車や大型ナロー車、中型車が使用されてきた。大型短尺車はNUR690、BA10、大型ナロー車（車幅2.25m）はBA10Nといった車両が使用された。中型車は短尺の日産ディーゼルK-RM80E、いすゞP-LR312Fが使用された。江ノ電バス#車両の歴史も参照。
現在は小型車で運行される。小型車は日産ディーゼル・RN、日野・リエッセを経て現在はポンチョが使用されている。
江ノ島電鉄本体から最初に分離子会社へ移管された路線である。1959年以前は高根が終点ではなく鵠沼海岸までの路線だった（後述）。
2024年4月頃より、高根停留所で転回所として駐車場手前付近使用していたが、ローソンの建設のため、バス停の移設を余儀なくされた。過去には、駐車場内転回だった為、停めてある車両の長さによっては、バックの必要があったりもした。

#### 七里ヶ浜循環線
- C1：七里ヶ浜駅→奥稲村 →七里ヶ浜駅
1997年（平成9年）10月6日に運行開始されたミニバス路線[3]。
鎌倉市ではコミュニティバス路線の一つとして位置づけている[3]。ただし市は運行経費の補助は行わず、車両購入やバス停設置など初期投資についてのみ国と市が補助を行うとしている[3]。
運賃は、全線均一200円であるが、江ノ電を利用して、乗り継ぐ客は申告することで現金120円で乗車できるサービスもある[要出典]。
長谷駅方面や津村・小動方面から国道を通って回送で出入庫している。国道を通る路線も過去にあったが、バス運行に欠かせない定時が欠けることや、江ノ電（鉄道）の存在から、営業はしていない。

### 手広営業所から移管された路線

#### 藤沢 - 鎌倉線（鎌倉 - 桔梗山線）
- F1：藤沢駅（南口） - 川名橋 - 手広 - 笹田 - 深沢 - 大仏前 - 鎌倉駅
- F11：藤沢駅（南口） - 富士見ヶ丘 - 手広 - 笹田 - 深沢 - 大仏前 - 鎌倉駅
- F12：藤沢駅（南口） - 富士見ヶ丘 - 手広 - 笹田 - 深沢 - 桔梗山
- K1：鎌倉駅 - 大仏前 - 常盤口 - 梶原 - 桔梗山
- K3：鎌倉駅 - 大仏前 - 深沢 - 笹田 - 手広 - 湘南車庫
藤沢駅と鎌倉駅を結ぶ路線と、両駅から梶原を経て桔梗山を結ぶ路線とで構成される。前者は戦後バス事業再開時の路線の一つ。後者は1972年（昭和47年）11月6日運行開始。藤沢駅～鎌倉駅は日中1時間あたり5本、藤沢駅～桔梗山は1時間あたり2本運行され、深夜バスも運行される。F1系統は藤沢駅発の片道運行で、川名まで神奈川県道32号藤沢鎌倉線の旧道を通るが、夜間は騒音対策で運行しない。鎌倉駅発の全便と藤沢駅発の夜間は新道を走るF11系統で運行される。K3系統は鎌倉駅 - 湘南車庫の出入庫路線で、2013年3月23日ダイヤ改正で手広車庫から湘南車庫に延伸する形で新設されている。かつては藤沢駅-鎌倉駅-八幡宮前間の延長運転系統も存在した。F12は深夜バスも存在したが、2021年4月24日のダイヤ改正で廃止された。

#### 小動循環線

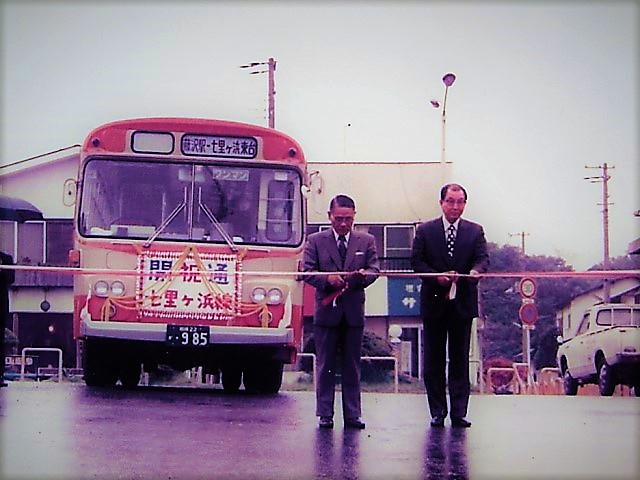
七里ヶ浜循環線開通式
1976年4月30日撮影 車両は日産ディーゼルU20N(1975年式) 社番111

- F4：藤沢駅（南口）→ 富士見ヶ丘 → 手広 → 津村 → （循環）小動 → 津村→ 藤沢駅（南口）
- F4：藤沢駅（南口）→ 富士見ヶ丘 → 手広 → 津村 → 小動
津村循環線の再編により開設された路線である。平日の日中は小動循環が2時間あたり1本、夕方以降は1時間あたり1～2本運行される。土休日は両系統とも朝・夕に1時間あたり1～2本運行されるのみで、藤沢駅南口10時台～17時台発の運行は無い。

#### 片瀬山循環線
- F2：藤沢駅（南口）-（循環）富士見ヶ丘 → 手広 → 片瀬山 → 藤ヶ谷 → 藤沢駅（南口）
- F20：藤沢駅（南口）-（循環）藤ヶ谷 → 片瀬山 → 手広 → 富士見ヶ丘 → 藤沢駅（南口）
- F20：藤沢駅（南口）-（循環）富士見ヶ丘 → 手広 → 片瀬山 → 藤ヶ谷 → 藤沢駅（南口）
- F21：藤沢駅（南口）- 藤ヶ谷 - 片瀬山 - 津村
- F23：藤沢駅（南口）- 藤ヶ谷 - 片瀬山 - 手広 - 湘南車庫
1969年（昭和44年）7月7日運行開始。藤沢駅南口より、鵠沼海岸線等と同一ルートを南下、途中で東に分かれて片瀬山の住宅地に入る路線。片瀬山を抜けた後は、津村へ南下する、北上して深沢線に合流し藤沢駅へ戻る、という2つの系統に分かれる。以前は手広車庫発着の設定があったが、湘南営業所開設による路線再編により、手広発着に変更された。その後、2013年3月23日ダイヤ改正で手広発着便が湘南車庫発着に変更された。

#### 藤沢 - 大船線（手広経由）
- N1：大船駅 - 長島 - 手広 - 藤沢駅（南口）
- N11：藤沢駅（南口） - 手広 - 長島
- N12：藤沢駅（南口） - （急行） - 長島
1952年（昭和27年）11月20日運行開始。2022年現在朝夕夜のみの運行。長島には三菱電機鎌倉製作所があり、平日は富士見ヶ丘～古館橋間を通過する急行便の運行もある。

#### 教養センター循環線
- F7：藤沢駅（南口）→ 川名橋 → アズビル前 →（循環）教養センター → 村岡宮前 → アズビル前 → 藤沢駅
ミニバス路線である。

#### 新鎌倉山循環線
- N35：大船駅 - 津村 - 新鎌倉山 - 津村 - 大船駅
2001年3月19日運行開始のミニバス路線。鎌倉市がオムニバスタウンに指定された施策の一環として開設された。
公共交通空白地域であった新鎌倉山住宅地と津村バス停（湘南モノレール西鎌倉駅隣接）を結ぶ。新鎌倉山住宅街内は自由乗降区間に設定され、乗客は路線ルート上であれば任意の場所で乗降できる。
鎌倉市ではコミュニティバス路線の一つとして位置づけている[3]。市は運行経費の補助は行わず、車両購入やバス停設置など初期投資についてのみ国と市が補助を行う点も同様である[3]。
2011年6月26日、大船駅まで延長された。津村起点のミニバス便は後述のとおり2019年12月16日のダイヤ改正により廃止。

#### 鎌倉駅 - 桔梗山線（八雲神社前経由）
- K6（往路）：鎌倉市役所前 → 八雲神社前 → 桔梗山
- K6（復路）：桔梗山 → 八雲神社前 → 鎌倉駅西口
2000年（平成12年）3月16日運行開始。大型バスの折返しが困難であった鎌倉駅西側を発着するミニバス路線。鎌倉駅西口・鎌倉市役所前〜梶原間で並行する京浜急行バス鎌51系統と実質的に一体化されたダイヤを組んでいる。詳細は京浜急行バス鎌倉営業所#京急ポニー号を参照のこと。

#### 鎌倉湖畔循環線
- N5：大船駅 → 大船行政センター → 常楽寺 → 砂押橋 → 今泉不動 → 鎌倉湖畔（循環） → 砂押橋 → 常楽寺 → 大船駅
- N55：大船駅 → 資生堂 → 砂押橋 → 鎌倉湖畔（循環） → 地蔵前 → 砂押橋 → 資生堂 → 中央病院 → 大船行政センター → 大船駅

鎌倉営業所からの移管路線。メインは大船行政センター・常楽寺経由便。鎌倉湖畔、今泉不動始発便は朝方の出庫、地蔵前止まりは夜間の入庫のための系統となっており、同じ経路で深夜バスも運行される。区間便の平島 - 砂押橋 - 常楽寺 - 大船行政センター - 大船駅（N59系統）は鎌倉担当。
資生堂経由便は渋滞しがちな神奈川県道21号横浜鎌倉線（通称鎌倉街道）を経由せず、行楽シーズンの混雑に影響されにくいが、資生堂前 - 岩瀬住宅前 - 砂押橋間で狭隘路を通過する。かつては添乗員が乗務していた。添乗員の確保と運用上、5本に1本の割合となるが、土休日は半日しか確保できない関係から13時台の便で打ち切りというダイヤが組まれ、ワンマン運行となった現在も踏襲されている。
鎌倉営業所担当時代には、鎌倉湖畔前発の出庫系統と地蔵前止まりの入庫系統は平島 - 鎌倉女子大前 - 砂押橋の経路を通って回送されることも多かった。
成立経緯は複雑で、まず1958年（昭和33年）7月22日に資生堂前経由で今泉まで運行開始したものを 1962年（昭和37年）5月16日に鎌倉湖入口、翌年7月1日に今泉不動に延伸する。一方、 1966年（昭和41年）2月14日に常楽寺経由北鎌倉台線が別途運行開始するが、1972年（昭和47年）6月23日に両者を統合し循環系統となる。そのため、それ以前は
1. 大船駅 - 白山神社前 - 北鎌倉台（40年代前半は信販団地というバス停名であった）
2. 大船駅 - 白山神社前 - 今泉不動（現バス停よりさらに東、称名寺付近）

の2系統に分断されていた。
循環系統が成立したあとも鎌倉湖畔バス停付近の需要が少なかったこともあり、北鎌倉台行きの系統は残存した。北鎌倉台バス停では折り返しが必要だったため、車掌の乗務が廃止まで続いた。さらに古くは今泉バス停折り返し便もあった模様。

#### 高野台線
- N7：大船駅 - 勤労会館 - 大船高校 - 高野台
1時間に1本程度運行される。鎌倉営業所からの移管路線。
- N71：大船駅 -（直行）- 大船高校
大船高校への直行バス。平日の朝のみ運行される。

#### 小袋谷循環線
- N39：大船駅 → 台 → 小袋谷 → 大船駅
土休日早朝1本のみ運行される循環路線。鎌倉営業所からの移管路線。
1958年（昭和33年）11月10日に鎌倉駅 → 八幡宮 → 台 → 富士見町→ 大船駅の系統として運行開始。昭和40年代までは1時間に1本程度運行されていたが、利用者減少のため現在の形になった。

#### 鎌倉 - 大船線
- N2：大船駅 - 常楽寺 - 北鎌倉駅 - 鎌倉駅
一部便を鎌倉営業所から移管され、現在は鎌倉営業所と共管。この区間は横浜営業所が担当する上大岡 - 鎌倉線も走行するため、横浜営業所を含めた3営業所の車両を見ることができる。横須賀線と全線で並行し、線路沿いでありながらも駅から離れた地域の輸送を担う。

#### 定期遊覧バス

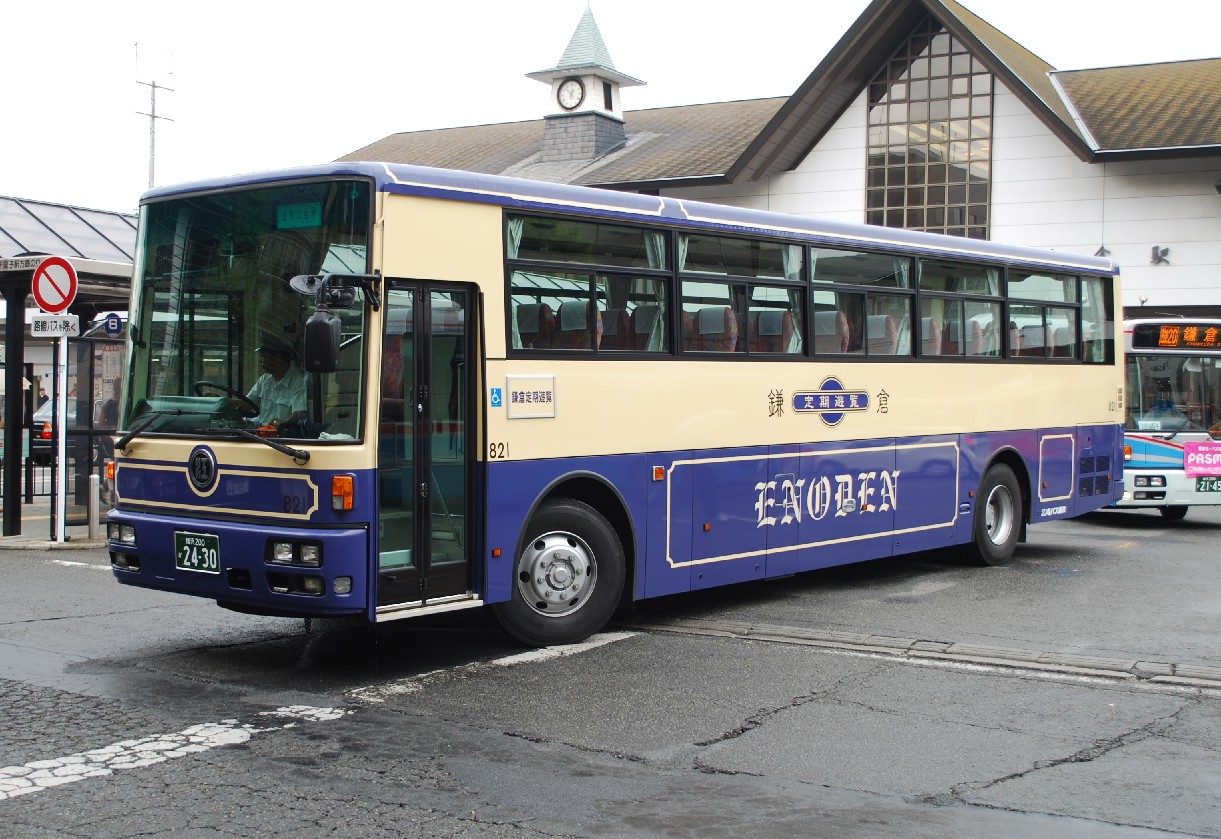
821号車。定期遊覧バス「よりとも号」に運用される車両。一般路線用シャーシ（日産ディーゼル・スペースランナーRA）に観光タイプの車体（西日本車体工業E-III）が架装されている。なお、この車両は2016年2～3月京急ファインテック金沢工場で江ノ電10形風の塗装に変更されている。

建長寺、長谷観音、鎌倉大仏、鶴岡八幡宮、鎌倉宮、江ノ島など鎌倉・江ノ島地域の観光地を巡る定期観光バス。従来は「よりとも号」「よしつね号」「しずか号」の3コースだったが、2012年8月以降は出発地・到着地・経由地により、「よりとも号」「しずか号」「なごみ号」となる。
2018年現在は、鎌倉プリンスホテルを起点に鎌倉パークホテル、鎌倉駅で乗車を扱い、建長寺、鶴岡八幡宮、鎌倉宮、長谷観音、鎌倉大仏を回り鎌倉駅で解散となる「しずか号」が運行されており、予約制。昼食付または昼食なし（途中で各自食事）が選べる。
尚、2022年1月現在、定期観光バスは廃止されており、車両も存在しない。

#### 由比ガ浜地下駐車場八幡宮線（フクちゃん号）
- 由比ガ浜地下駐車場→鎌倉駅入口→八幡宮駐車場→鎌倉駅入口→由比ヶ浜地下駐車場（パークアンドライド・一部時間帯）
- 由比ガ浜地下駐車場→鎌倉駅→由比ガ浜地下駐車場 （パークアンドライド・一部時間帯）
京浜急行バス鎌倉営業所と共管。オムニバスタウンに指定されている鎌倉市の政策の一環である。
鎌倉市ではコミュニティバス路線の一つとして位置づけている[3]。市は運行経費の補助は行わず、車両購入やバス停設置など初期投資についてのみ国と市が補助を行う点も同様である[3]。
専用車両「フクちゃん号」（日野・レインボーHR短尺車）が充当される。529号車、607号車と同じ2001年製である。

運行開始以来、専用車は手広営業所に在籍していたが、フクちゃん号が運休する夏季の活用を考慮してか、藤沢営業所へ転属になった。

### 湘南営業所開設後に開業した路線

#### 藤沢 - 大船線（手広経由）
- N13：藤沢駅（南口）- 手広 - 湘南車庫
- F15：藤沢駅（南口） - 川名橋 - 手広
- N15：大船駅 - 長島 - 湘南車庫
  - 大船駅側からの出入庫路線であり、大船駅発着便に「前乗り」の路線が含まれる関係上、本路線では「前乗り」と「後乗り」が混在する。バス停の時刻表では「前乗り」の便を区別して表示している。

#### 七里ヶ浜 - 鎌倉線
- K5：七里ヶ浜 - 稲村ケ崎 - 長谷観音 - 鎌倉駅（東口）
2011年10月15日より運行開始されたミニバス路線。辻鎌線の廃止後にバス路線がなくなった区間を運行するが、2023年以降は毎年元日の夜に1往復のみ運行される免許維持路線となっている。

#### 湘南鎌倉総合病院線
- F65：藤沢駅（南口）- 川名橋 - アズビル前 -湘南アイパーク - 四季の杜 - 湘南鎌倉総合病院
2012年3月30日より運行開始されたミニバス路線。終点の湘南鎌倉総合病院はN62・64とは異なり、正門側のバスロータリーから発着する。

#### 藤沢 - 江ノ島線
- F37：藤沢駅（南口） - 藤ヶ谷 - 新屋敷 - 江ノ島水族館前
2021年12月11日のダイヤ改正で新設されたもので、藤沢発土休日朝片道1本のみの運行である。ただ、2024年3月の改正で、廃止となったため、2年3ヶ月ほどの短命路線であった。

## 過去の路線

### 東京線

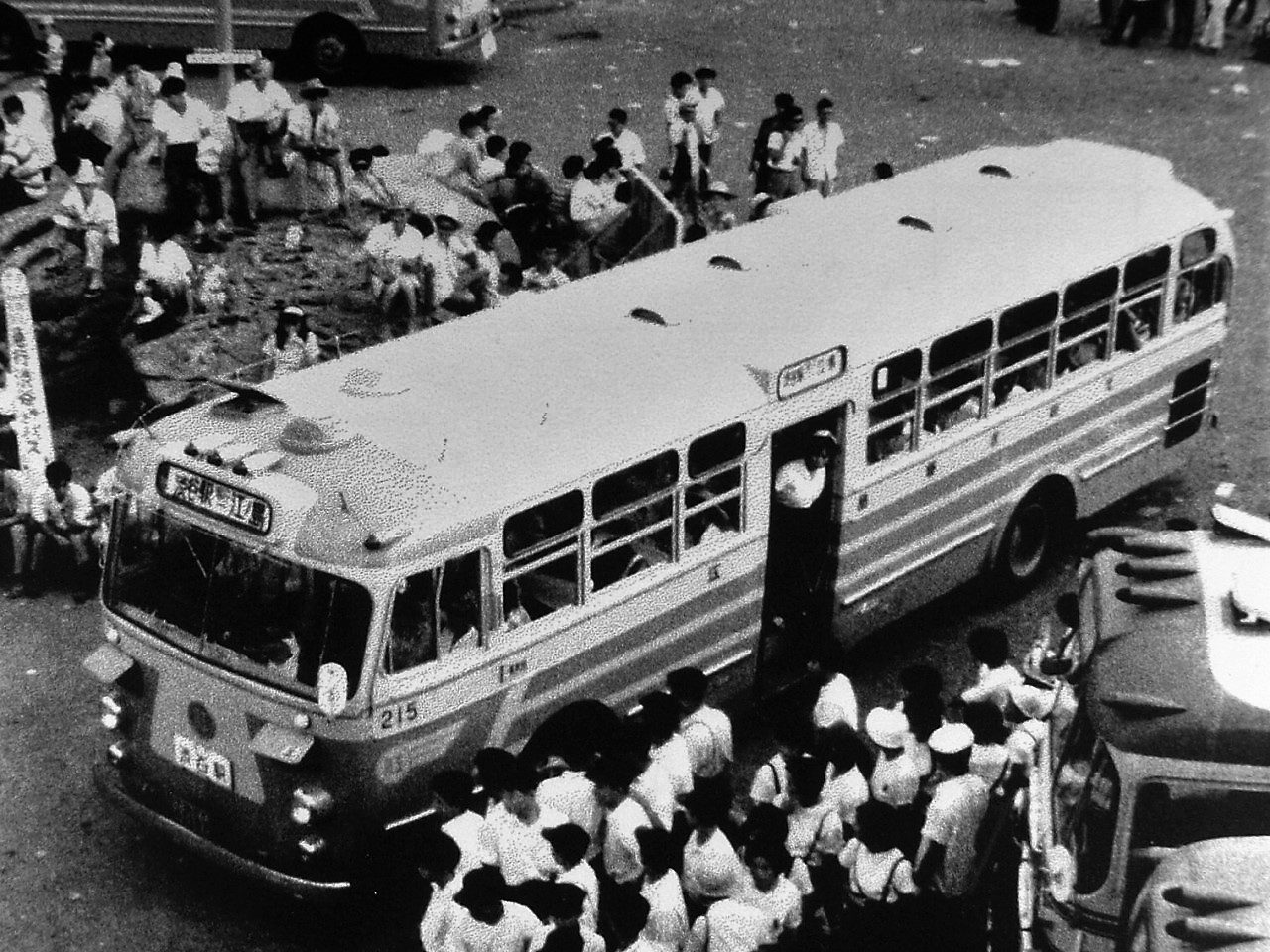
繁忙期の7月、江ノ島駐車センターを発車直前の急行渋谷駅行。ドアステップには車掌の姿が見える。手前の集団は次の便を待つ乗客。
車両はふそうR470ロマンスシート車 (1960年式 社番215)

- 渋谷駅南口 - 江ノ島（急行運転） 東京急行電鉄（現・東急バス）目黒営業所と共同運行
1954年（昭和29年）6月26日運行開始。当初は高速道路がなかったため、渋谷駅から上馬まで玉川通り、上馬から馬込まで環七通り、馬込から横浜まで第二京浜国道を走り、横浜駅からは大船・鎌倉経由江ノ島線と同じルートを走った。1966年4月2日に経路変更が行われ、第三京浜道路、横浜新道を経由してから遊行寺坂を下り、上記「藤沢 - 鵠沼車庫線（藤原経由）」と下記「鵠沼海岸線」の経路で江ノ島に入る形になり、途中ノンストップに変わったが、末期には瀬田営業所への停車が追加されていた。最盛期の1960年代には夏季に大幅増発が実施され、貸切車も含めた前扉ロマンスシート車、中扉ロマンスシート車が総動員されていた。鎌倉・大船営業所と共管。
1974年（昭和49年）6月30日限りで廃止[5]。

### 大磯線
- 鎌倉駅-七里ヶ浜-江ノ島-浜見山-平塚駅南口-大磯駅
1960年（昭和35年）8月10日運行開始。 神奈川中央交通東・藤沢営業所（当時）の藤沢駅北口-新屋敷-江ノ島-大磯駅線（1日1往復のみ）と共同運行路線であった。交通渋滞が激しくなり、江ノ島始発に短縮され、1975年7月16日廃止[5]。末期は1日1往復のみに削減されていた。ワンマン化後は運賃表示器設置車（当時は一部車両のみ設置）が限定運用されていた。なお、神奈中は2021年7月22日より海の日限定の江ノ島-大磯駅線として運行を再開している。

### 鵠沼線
- 藤沢駅南口-高根-鵠沼海岸
高根線のかつての姿。高根から鵠沼海岸駅前商店街を通り、右折して鵠沼公民館前経由で国道134号線まで運行していた。
1959年3月10日、高根-鵠沼海岸間を廃止。

### 上村(かむら)線

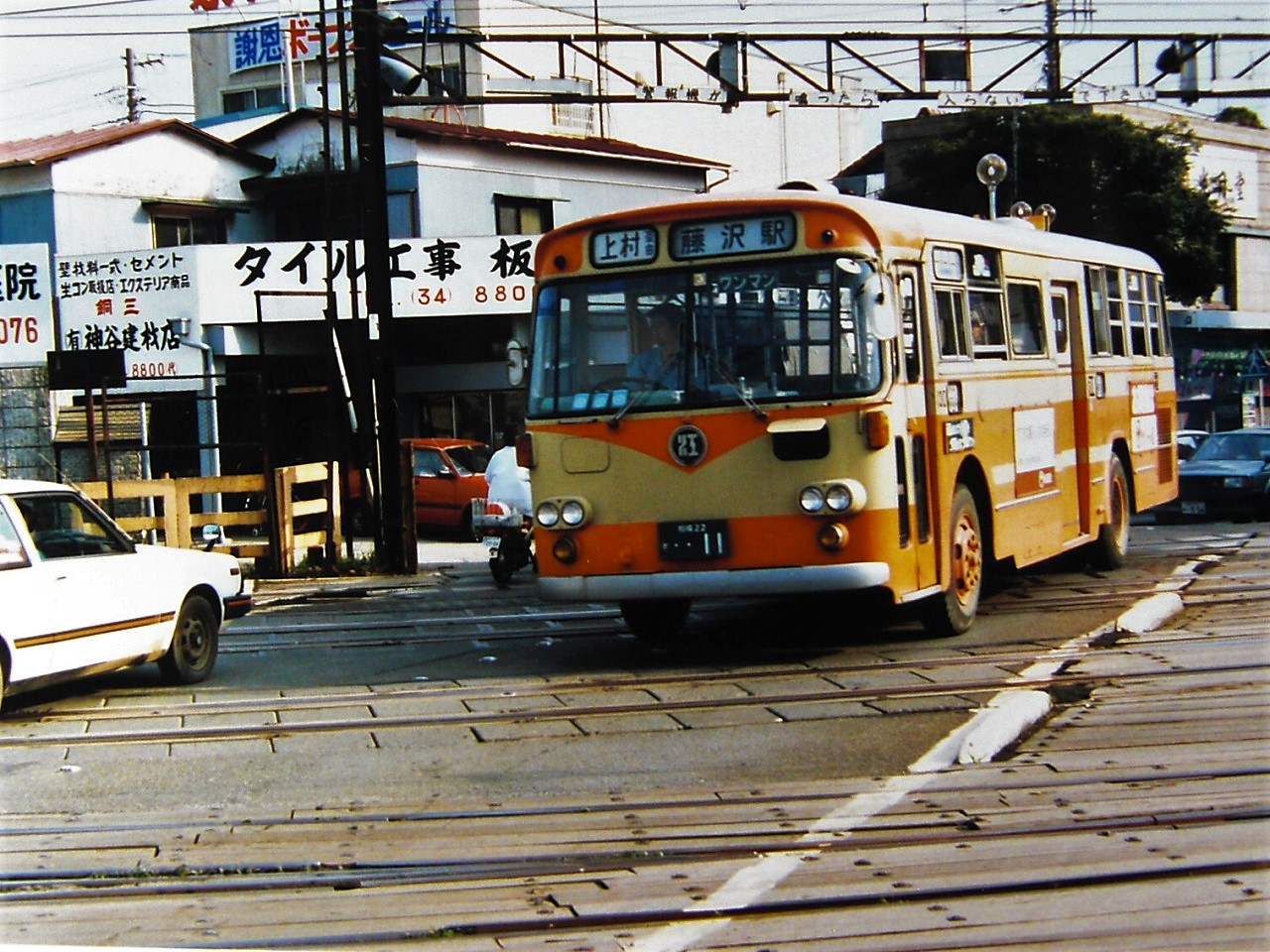
平面交差時代の羽鳥踏切を渡る上村経由藤沢駅行。この当時、神奈川中央交通便は辻堂駅北口発着に変更されており、踏切を渡る江ノ電便はごく僅かな運行本数だった。
1985年7月撮影 車両は日産ディーゼルPR95 (1970年式 社番130)

- 藤沢駅（北口）→上村→湘洋中学校前→鵠沼車庫前
1962年（昭和37年）10月1日運行開始。末期は土休日昼に藤沢発1本のみの運行。かつては辻堂駅南口発着であったが、1994年11月の羽鳥踏切の立体交差化により鵠沼車庫前行に変更、辻堂駅発が廃止となり片道のみになる。神奈川中央交通東・藤沢営業所の藤03系統と共通定期券の取り扱いがあった。2007年12月1日に江ノ電バス横浜が本格的な運行を開始したが、これと時を同じくして廃止になった。

### 茅ヶ崎海岸線
- 辻堂駅 - 浜見山 - 辻堂団地 - 東浜須賀 - 平和学園前 - 茅ヶ崎駅南口
1958年（昭和33年）5月15日運行開始。神奈川中央交通茅ヶ崎営業所の辻02系統とはルートが異なり、浜須賀以遠は国道134号線を走る独自路線となる。なお、当初は神奈中も江ノ電と同一経路だった。
1990年代にダイヤ改正の度に削減されたのち、2008年7月に廃止。末期は休日朝1往復のみの運行であった。

### 辻鎌線
- 辻堂駅 - 江ノ島海岸 - 鎌倉駅
海岸沿いの国道134号線を走行する路線である。渋滞に巻き込まれやすく定時運行が難しいことから、1990年代に運行本数が大幅に削減された。その後も運行本数削減が続き、末期は平日朝2往復のみの運行であった。湘南営業所移転による路線再編に伴い、2011年6月26日付で廃止（最終運行日は2011年6月24日）。辻堂駅-江ノ島海岸-鎌倉駅-八幡宮前、鵠沼海岸-江ノ島海岸-鎌倉駅-八幡宮前、鵠沼車庫前-松波町-江ノ島-鎌倉駅の運行便も存在した。

### 鵠沼海岸線
- 藤沢駅（南口）- 藤ヶ谷 - 新屋敷 - 鵠沼車庫前
江ノ島海岸経由（島内へ入らない）、江ノ島経由、湘南港桟橋経由の3パターンが存在した。鵠沼車庫開設以前は藤沢駅-鵠沼海岸間の運行だった。

### 茅ヶ崎学園循環線
- 辻堂駅 → 浜見山 → 辻堂団地 →（循環）東浜須賀 → 茅ヶ崎学園入口 → 辻堂団地 → 辻堂駅

### 津村循環線
- 藤沢駅（南口）→（循環）藤ヶ谷 → 新屋敷 → 腰越駅 → 津村 → 手広 → 富士見ヶ丘 → 藤沢駅（南口）
逆回りも存在した。
1957年（昭和32年）1月1日に藤沢駅-柳小路-江ノ島海岸-津村で運行開始したものが循環化した。循環化後は逆回りも存在したが、手広車庫入庫便は藤沢駅（南口） → 藤ヶ谷 → 新屋敷 → 腰越駅 → 津村 → 手広 → 手広車庫で運行。

### 津村小動線
- 津村 - 腰越駅 - 小動
2001年3月19日に開設されたミニバス路線[3]。オムニバスタウンの施策の一環として新鎌倉山循環線と同時開設[3]。その後、小動循環線に統合され廃止された。
鎌倉市ではコミュニティバス路線の一つとして位置づけていた[3]。市は運行経費の補助は行わず、車両購入やバス停設置など初期投資についてのみ国と市が補助を行う点も同様であった[3]

### 七里ヶ浜循環線
- 藤沢駅（南口）→ 富士見ヶ丘 → 手広 → 津村 → 腰越駅 →（循環）七里ヶ浜東台 → 藤沢駅（南口）
1976年（昭和51年）4月30日運行開始。七里ヶ浜地区に最初に乗り入れた路線である。
運行区間に国道134号が含まれ激しい渋滞の影響を受けやすかったこと、ミニバスで運行される七里ヶ浜線が開設されたことから、運行本数が大幅に削減された。その後も運行本数削減が続き、利用者減と運転要員確保の困難を理由に2019年12月16日のダイヤ改正により廃止。

#### 新鎌倉山循環線
- 津村 - 新鎌倉山 - 津村
2001年（平成13年）3月19日運行開始。運転要員確保の困難を理由に、津村始発便のミニバス運用路線に限り、2019年12月16日のダイヤ改正により廃止。

#### 鎌倉湖畔循環線
- 大船駅 → 行政センター → 常楽寺 → 砂押橋 → 今泉不動 → 鎌倉湖畔 → 地蔵前
- 鎌倉湖畔 → 砂押橋 → 常楽寺 → 行政センター → 大船駅
- 今泉不動 → 砂押橋 → 常楽寺 → 行政センター → 大船駅
- 大船駅 → 中央病院 → 常楽寺 → 砂押橋 → 鎌倉湖畔（循環） → 地蔵前 → 砂押橋 → 常楽寺 → 大船行政センター → 大船駅
区間便は漸次廃止。中央病院回りの循環線は運転要員確保の困難を理由に、2019年12月16日のダイヤ改正により廃止。

### その他
- 鎌倉駅-七里ヶ浜-腰越-龍口寺-新屋敷-西方-藤沢駅南口（戦後バス事業再開時の路線の一つ。小動で内陸部へ入り、腰越-龍口寺は電車通りを経由していた。鎌倉駅-八幡宮前間を延長運転する系統も存在した。）
- 鎌倉駅-七里ヶ浜-江ノ島-新屋敷-西方-藤沢駅南口（この当時、深沢線は北口発着だった。鎌倉駅-八幡宮前間を延長運転し、江ノ島海岸止まりの系統も存在した。）
- 藤沢駅南口-上岡-本鵠沼-藤原-太平台-一ノ坪-辻堂駅南口（戦後バス事業再開時の路線の一つ。浜見山を経由せず辻堂元町商店街を経由していた。高根線の一部と太平台線の一部の原型である）
- 辻堂駅-一ノ坪-太平台-藤原-本鵠沼（上記路線の藤沢駅南口-上岡-本鵠沼を廃止して短縮した路線。）
- 辻堂駅-浜見山-太平台-藤原-本鵠沼（上記路線を浜見山経由に変更した路線。小田急江ノ島線本鵠沼駅横の踏切を渡ったところに折り返し所があり、そこで折り返していた。現在の太平台線の直接の原型）
- 片瀬江ノ島駅-湘南港桟橋（東海汽船大島航路に接続していた。2017年現在の湘南港桟橋終点は元々ヨットハウス前という名称の途中停留所で、ここから更に左折して桟橋の袂の位置が湘南港桟橋終点だった。）
- 江ノ島-鵠沼海岸-辻堂海水浴場前-浜須賀-茅ヶ崎駅南口（前述の大磯線は辻堂海水浴場前-浜須賀で一旦内陸部に入り浜見山、辻堂団地を経由する経路だったが、当線は上記区間を国道134号線経由としていた。）
- 横浜駅（東口）-日の出町-吉野町3丁目-上大岡駅-天神橋-平島-大船駅-長島-手広-江ノ島
- 横浜駅（東口）-日の出町-吉野町3丁目-上大岡駅-天神橋-平島-大船駅-長島-手広-藤沢駅
- 戸塚駅-飯島-大船駅-大船駅-長島-手広-江ノ島

## 車両

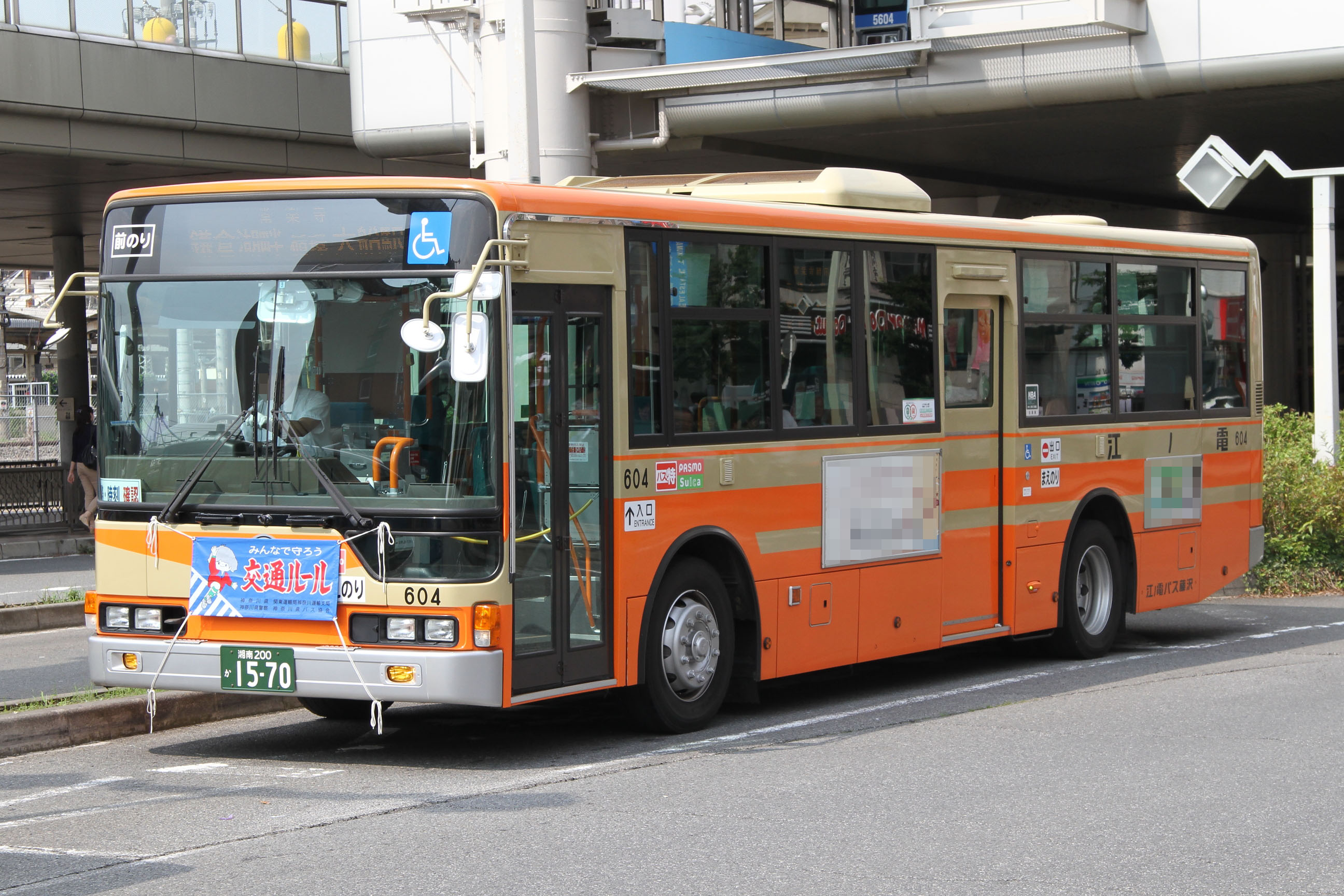
湘南営業所所属車両（604号車）

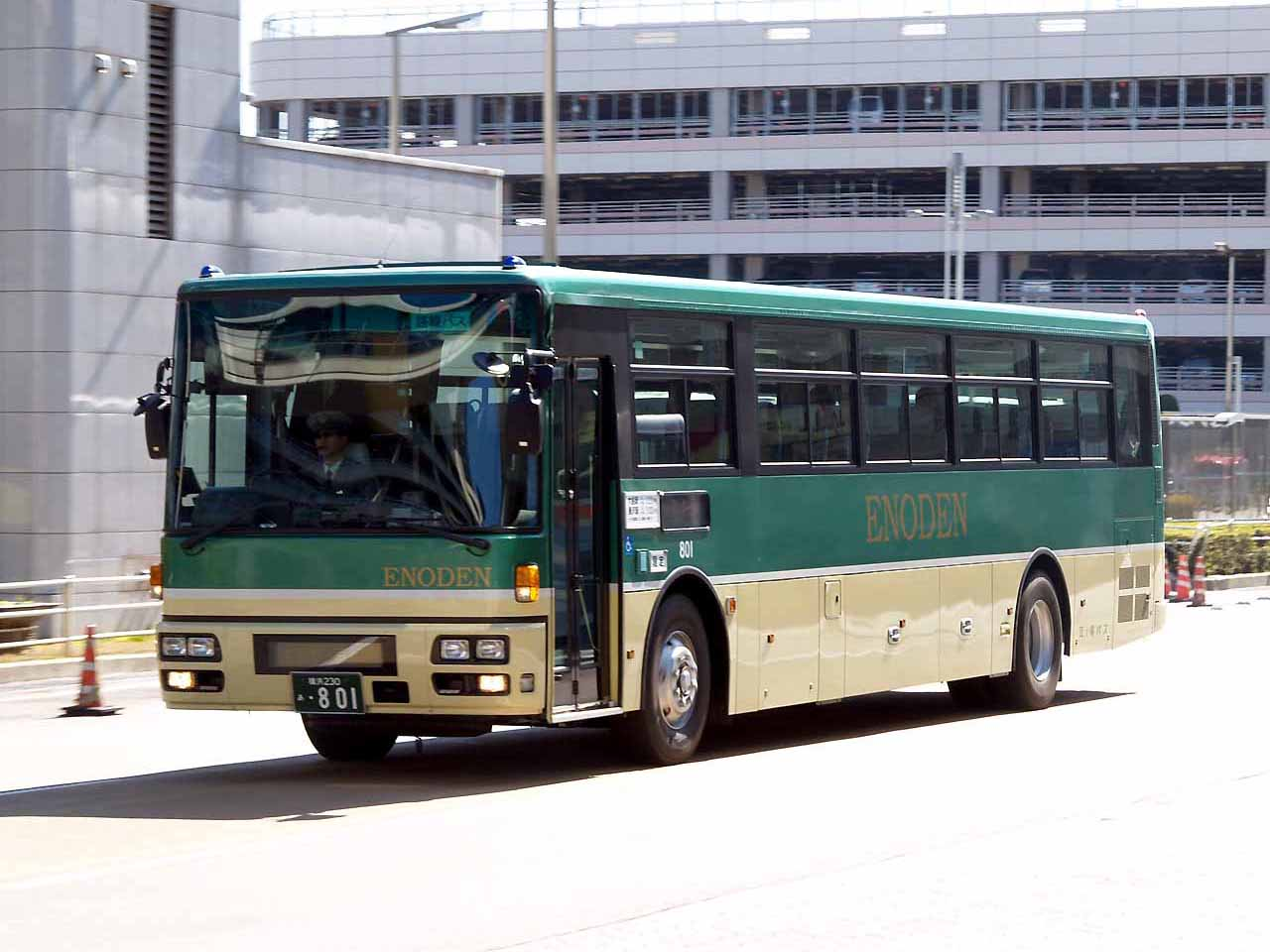
空港連絡バス羽田線の車両（801号車）

2011年のUDトラックスのバス事業撤退以前は、路線車の大半は日産ディーゼル製であった。大型車は、かつては長尺（N尺）車が導入されていたが、1990年代初頭以降の新製配置車については、標準尺、さらに短尺と徐々に車長が短くなり、2001年には大型9m車の日産ディーゼル・スペースランナーRP（KL-RP252GAN）が導入された。その後は中型長尺車の日産ディーゼル・スペースランナーRP（PK-JP360NAN）の新製配置が多かったが、こうした特殊サイズの車両が生産中止されたことで、再び大型の標準尺（L尺）車や短尺（K尺）車が導入されており、ノンステップバスも存在する。
三菱ふそう製はほとんどが純正車体架装の大型車だが、鎌倉営業所もしくは藤沢営業所より転属した車両と、2005年以降に新たに配置された車両とがある。かつては、MBECS形蓄圧式ハイブリッド車として、KC-MP637M（510号）、KC-MP737M（511号）の2台が鎌倉市の補助金によって導入されていた。
いすゞ自動車製の車両は少ないが、いすゞ・エルガが在籍する。かつてはいすゞ・キュービックも在籍したが、初代114号は国際興業バスへ移籍した。またアイビーテックの送迎用車として委託元予算で購入した富士重工業製車体のKC-LV380N（500号）も存在した。
2010年代に入るとUDトラックス以外のバスに切り替えざるを得なくなるが、湘南営業所においてはジェイ・バス製を主力に導入されることになり、2014年には江ノ電バスとしては初となる日野自動車製の大型ノンステップ車として、日野・ブルーリボンII（128号、QKG-KV234N3）が導入された。その後はエルガと並行して日野・ブルーリボン（2代目）も導入され、2016年（129号、QPG-KV290N1）、2017年（130,132,133号、QPG-KV290N1）を導入、うち132号は江ノ電バスとして初となるフルカラーLED車である。2018年にも2DG-KV290N2（116号）を導入した。
かつては高根線や七里ガ浜線用にいすゞ・ジャーニーK（P-LR312F）などの中型路線車が所属したが、現在は路線車としては純粋な中型車は所属せず、前述の中型長尺車が在籍する。小型車は「こまわりくん」の日野・リエッセ、日野・ポンチョが在籍する。
この他に特定車として、特別支援学校スクールバス用のふいすゞ・ガーラミオが所属する。
観光・高速車は、古くは民生デイゼル、日産ディーゼル製の車両が大多数を占め、2000年代以降は三菱ふそう製が多かった。近年は定期観光バスや空港リムジン用途にUDトラックス（旧:日産ディーゼル）製の西日本車体工業96MC架装が相次いで導入されるなど、関東圏では極めて珍しい車両が在籍している。
2012年の定期観光バス「なごみ号」新設に際しては、江ノ電の鉄道110周年・バス85周年を記念して特別塗装の日野・リエッセII（SDG-XZB51M）を1台導入し、社番は085号車、希望ナンバーで「湘南230あ11-85」を取得している。
過去の車両

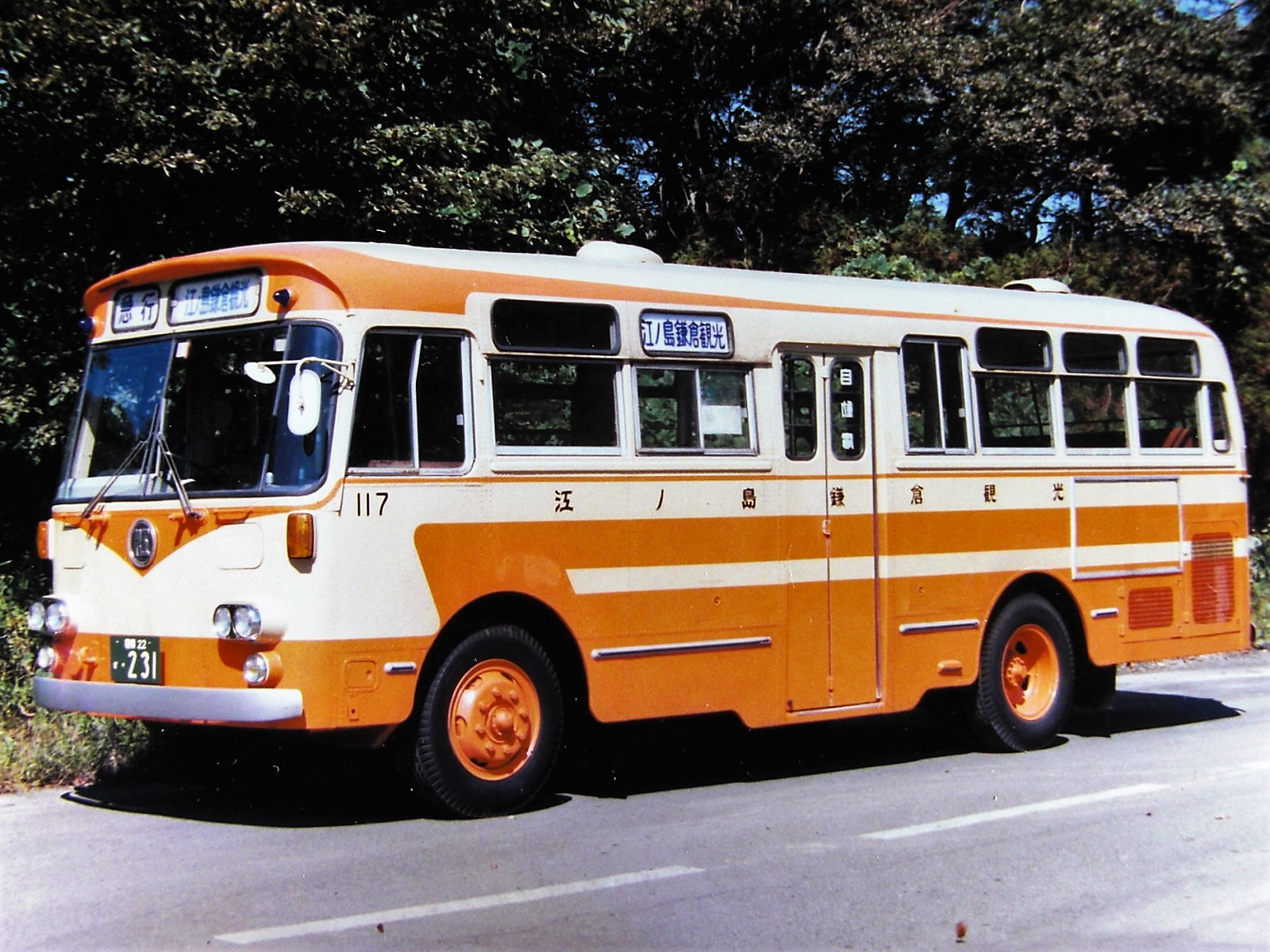
いすゞBA10 (1971年式) 117 1983年7月11日廃車[注釈 2] 最後の中扉ツーマン専用車。オール三方シート仕様としても最後の新製車であった。末期は高根線用予備車となっていた。
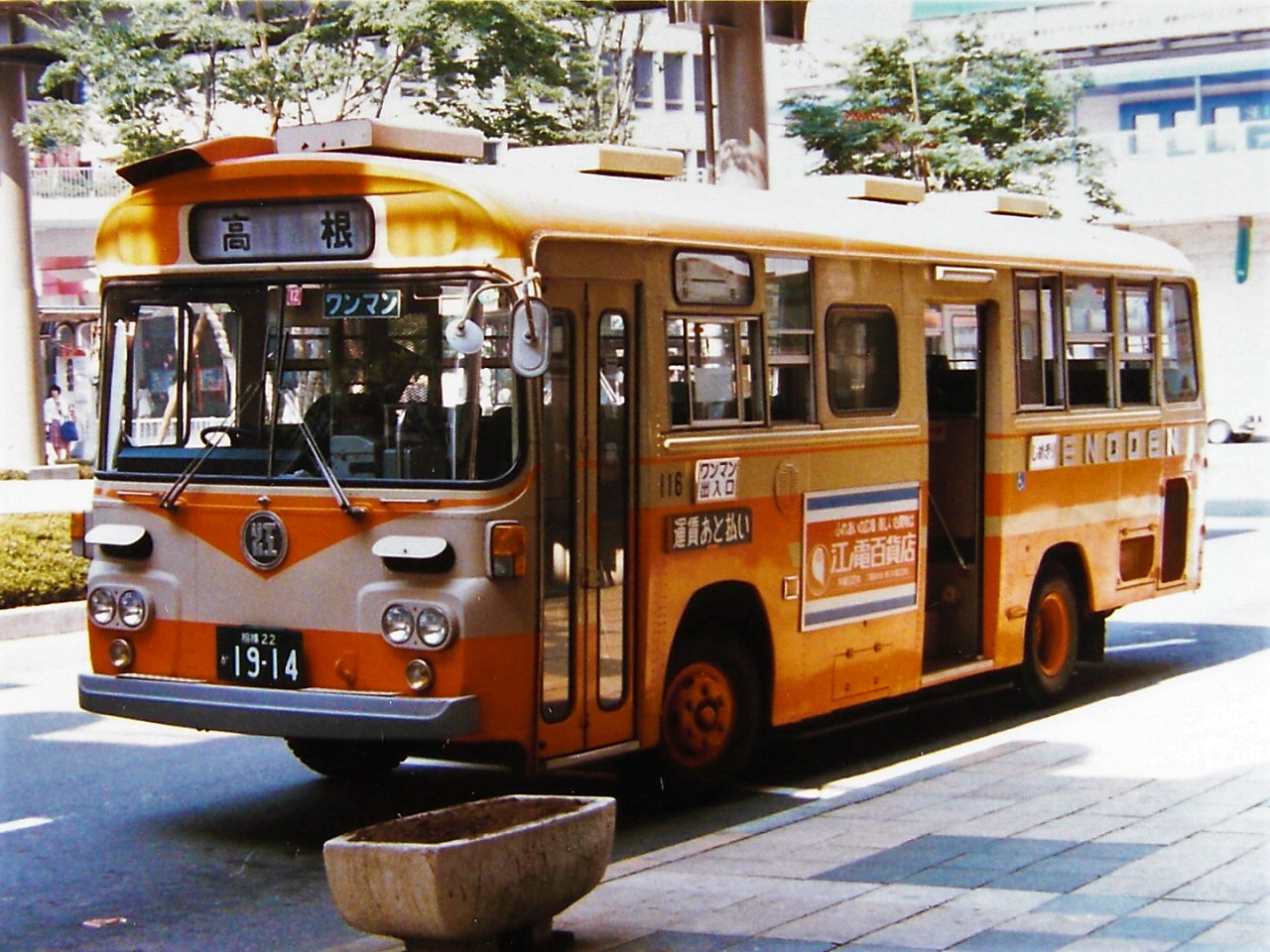
日産ディーゼルK-RM80E (1980年式) 116 1988年8月30日廃車 江ノ電バスでは初の中型路線車（ホイールベース3750mmの短尺車）。 高根線用に導入された。

### 社番
所属車両の社番は、藤沢営業所からの移管路線で使用される車両は先頭が1番台、手広営業所からの移管路線のうち、深沢線などで使用される車両等は5番台、鎌倉湖畔循環線など鎌倉営業所から手広営業所へ移管された路線で使用される車両は、他所と違い前乗り仕様となっており、6番台として別運用されている。
2013年3月23日の湘南営業所管内ダイヤ改正に伴い、1番台と5番台の車両については運用上の区分がなくなり、共通運用となった。
なお、鎌倉営業所と大船営業所の統合以前は、鎌倉営業所が5番台であった。統合により5番台はしばらく使用されていなかったが、手広営業所の分離により復活した。
貸切観光車は7番台、高速車、定期遊覧車は8番台、小型車は9番台である。